# Milazzo
Pour les articles homonymes, voir Milazzo (homonymie).
Milazzo (on trouve aussi Melazzo, à ne pas confondre avec Melazzo) est une ville de la province italienne de Messine, sur la côte nord-est de la Sicile.
La ville est située sur un promontoire saillant entre deux baies, la baie de Milazzo à l'est et la baie de Patti à l'ouest, ce qui lui confère une position stratégique. Elle est située à une quarantaine de kilomètres à l'ouest de Messine.
Ville grecque à l'origine, devenue une cité romaine en 36 av. J.-C., Milazzo est aujourd'hui une destination touristique et un excellent point de départ pour les îles Éoliennes, le Parc des Nébrodes, Tindari. De nombreux monuments témoignent de l'histoire de la ville.

## Géographie
Milazzo est située sur une étroite langue de terre longue de 6 kilomètres de long. 
Elle est le point de départ pour les Îles Éoliennes.

## Histoire
La cité de Mylai est fondée en 717 av. J.-C. par des colons chalcidiens venus de Zancle, pour contrôler une terre fertile en blé déjà habitée par les Sicules, et probablement des Étrusques au regard de la découverte d'une grande nécropole, et berceau, au début de l’âge du fer, d'une civilisation dite de Milazzo. C'est également le lieu mythique de pâturage des bœufs d'Hélios où Ulysse échoue.
Selon Strabon, les Zancléens de Mylae ont participé à la colonisation d'Himère en -648, et la cité ne semble jamais avoir acquis d'indépendance vis-à-vis de sa métropole. Elle est en revanche une forteresse et un port militaire stratégique, régulièrement attaquée par les ennemis de Zancle-Messine. En -427, la flotte athénienne menée par Laches attaque Mylae depuis Rhêgion, et contraint la garnison messinoise à se rendre. La destruction de Messine par le carthaginois Himilcon donne une indépendance, courte et agitée, à Mylae, qui est attaqué en -394 par Rhêgion quand Denys l'Ancien relève et repeuple sa colonie-mère. Ils y installent les exilés des cités chalcidiennes de Naxos et Catane attaquées par le tyran de Syracuse, afin de contrebalancer la montée en puissance de Messine. Mais les Messinois reprennent le contrôle de Mylae.  
En -269, Hiéron II, tyran de Syracuse, défait les Mamertins dans la plaine de Mylai, sur les rives du Longanos. 
En août 260 av. J.-C., la Bataille de Mylae durant la première guerre punique voit les Romains remporter sur les Carthaginois la première victoire navale de leur histoire.
Après la conquête romaine de la Sicile, Mylae reste sous le giron de Messine, n'est pas mentionné par Cicéron dans les Verrines et ne semble pas avoir eu plus d'importance alors que croit la colonie voisine de Tyndaris. Non loin, au large de Nauloque,  se déroule la victoire décisive  de la flotte de Marcus Vipsanius Agrippa sur celle de Sextus Pompée, qui se rend maître ensuite de Mylae et Tyndaris.
Les Arabes construisent un château sur la colline, à l'emplacement de l'acropole et de l'occupation néolithique. En contrebas, comme la cité antique, la ville médiévale s'élève sur le promontoire du Capo di Milazzo. Les Normands exploitent fortement la place forte, comme Frédéric II. 
Milazzo est le théâtre de plusieurs batailles : la Bataille de Milazzo de 888 entre l'Empire Byzantine et le califat aghlabide au nord-est de la Sicile qui l'emporte ; la bataille de 1718, durant l'armée impériale autrichienne est battue devant Milazzo assiégée par le corps expéditionnaire espagnol lors de la guerre de la Quadruple-Alliance ; la victoire en 1860 des Mille de Garibaldi sur l'armée des Bourbons du royaume des Deux-Siciles.
L’exposition de la raffinerie le 3 juin 1993 fait 7 morts.

## Administration

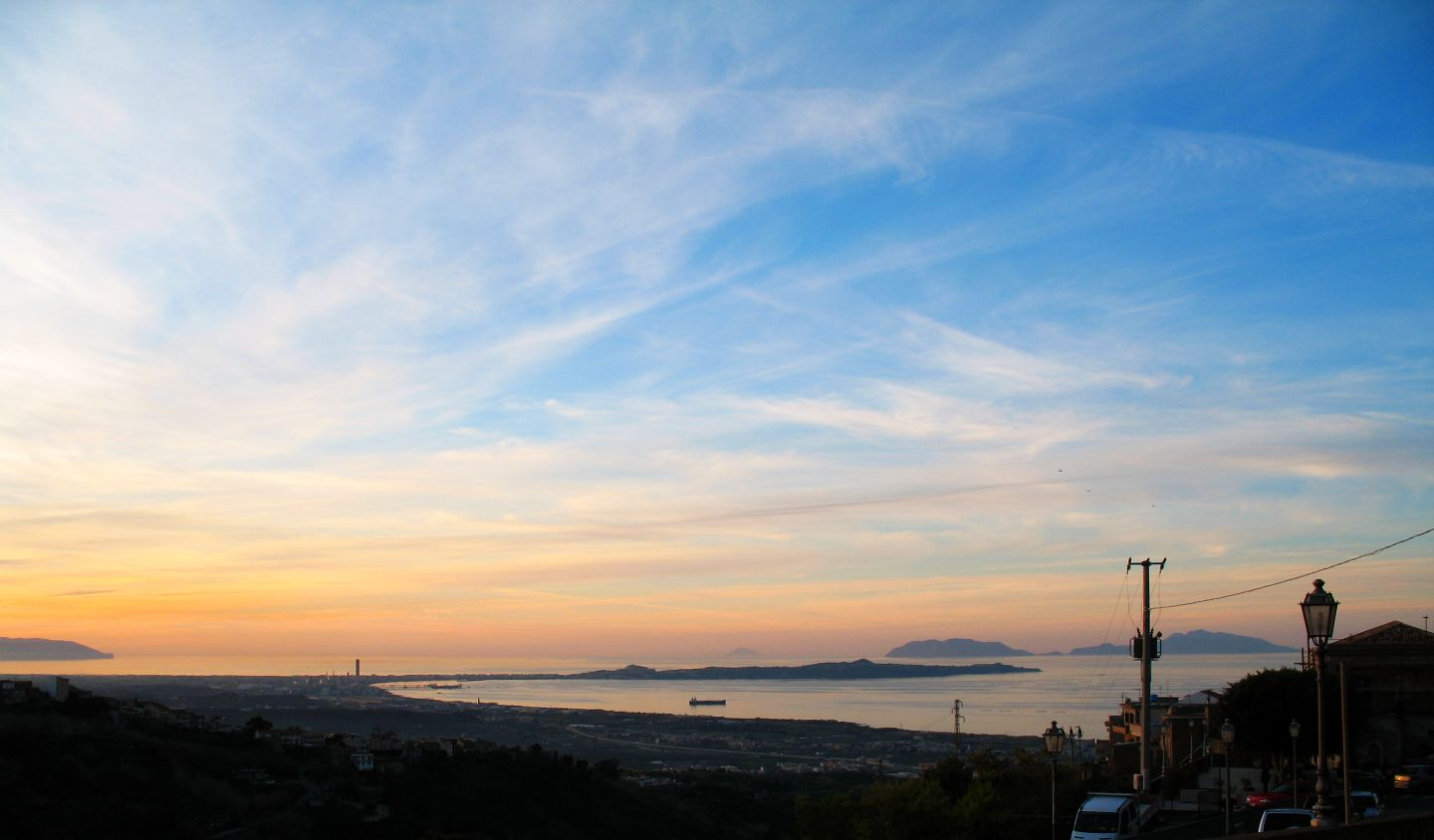
Capo Milazzo e Isole Eolie

| Période                                  | Période | Identité | Étiquette | Qualité |
| ---------------------------------------- | ------- | -------- | --------- | ------- |
|                                          |         |          |           |         |
| Les données manquantes sont à compléter. |         |          |           |         |

### Hameaux
Santamarina,Bastione,Grazia

### Communes limitrophes
Barcellona Pozzo di Gotto, Merì, San Filippo del Mela

## Galerie de photos

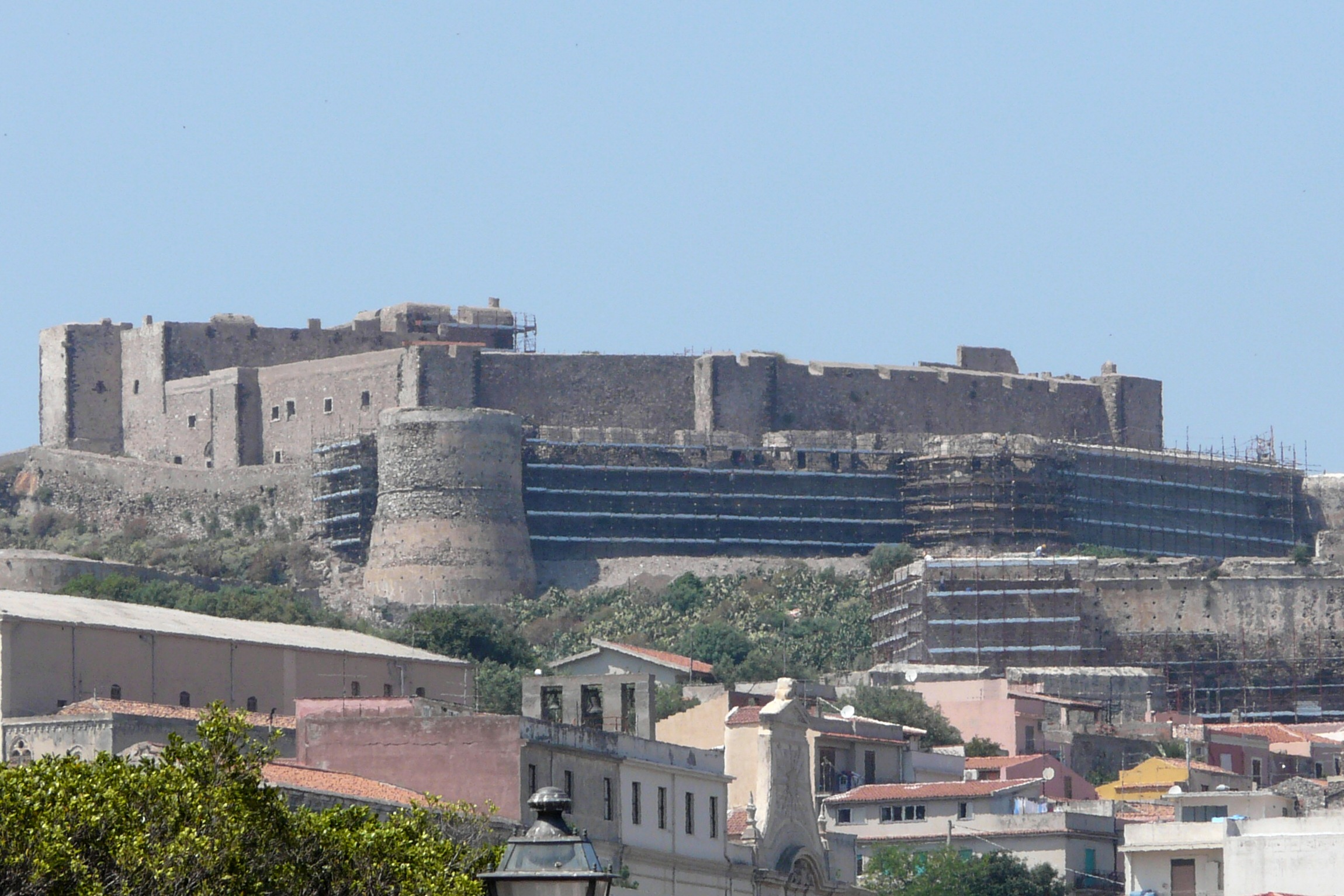
Château médiéval
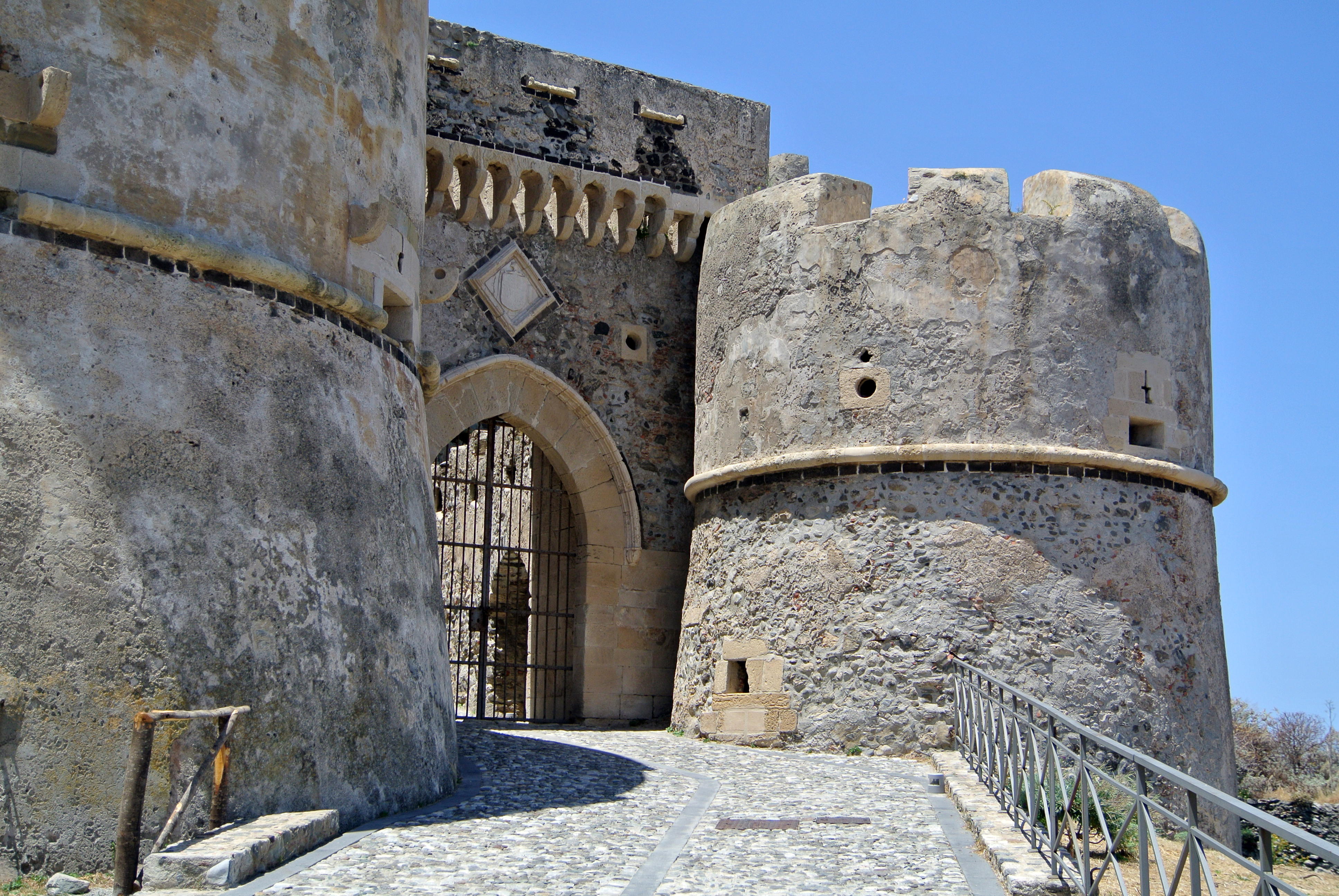
Entrée du château
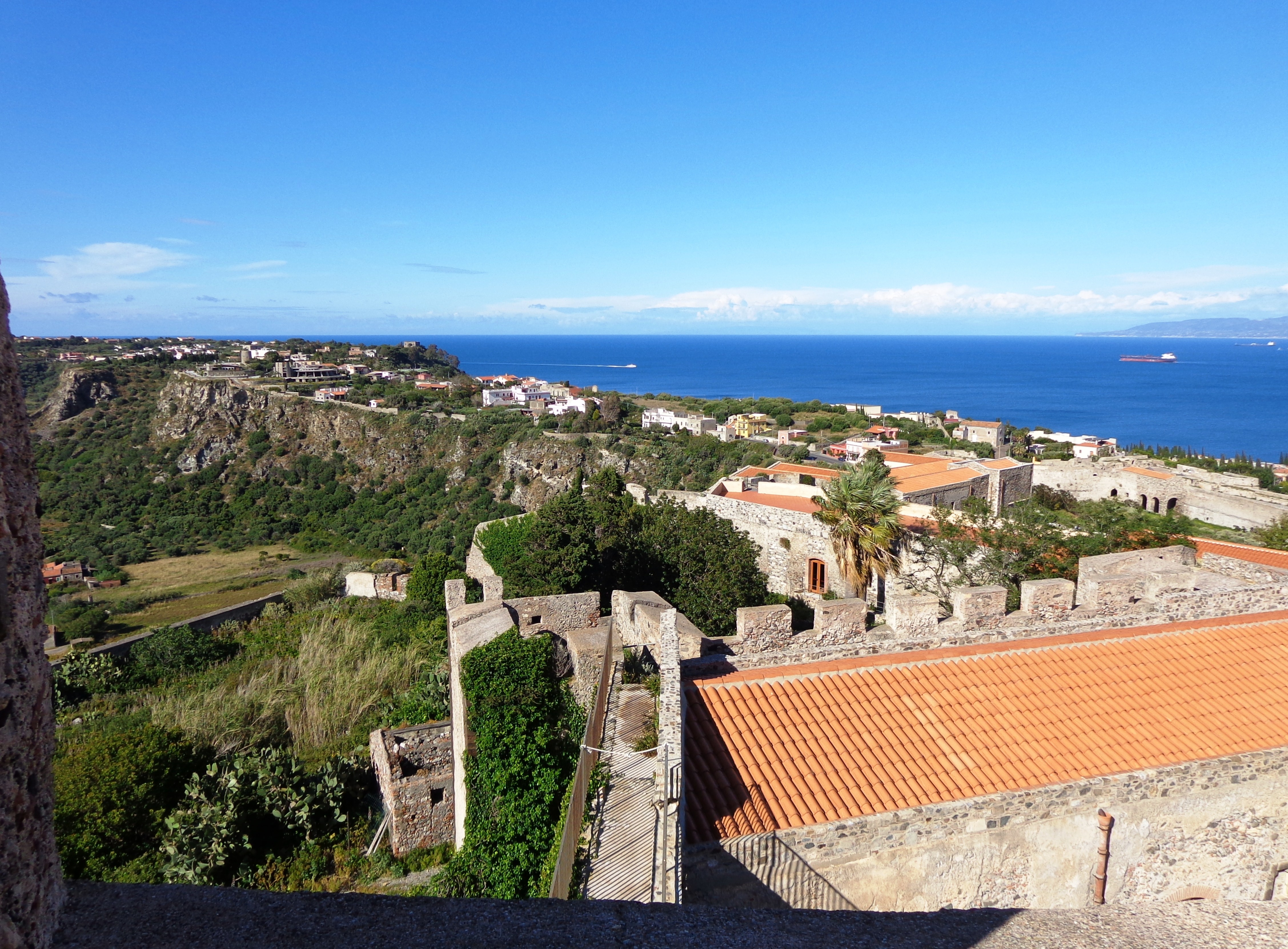
Vue de la citadelle
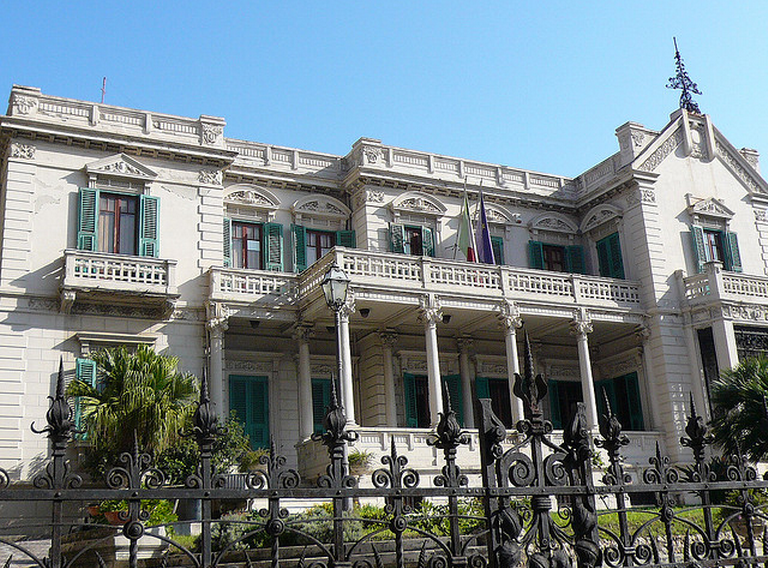
Villa Vaccarino
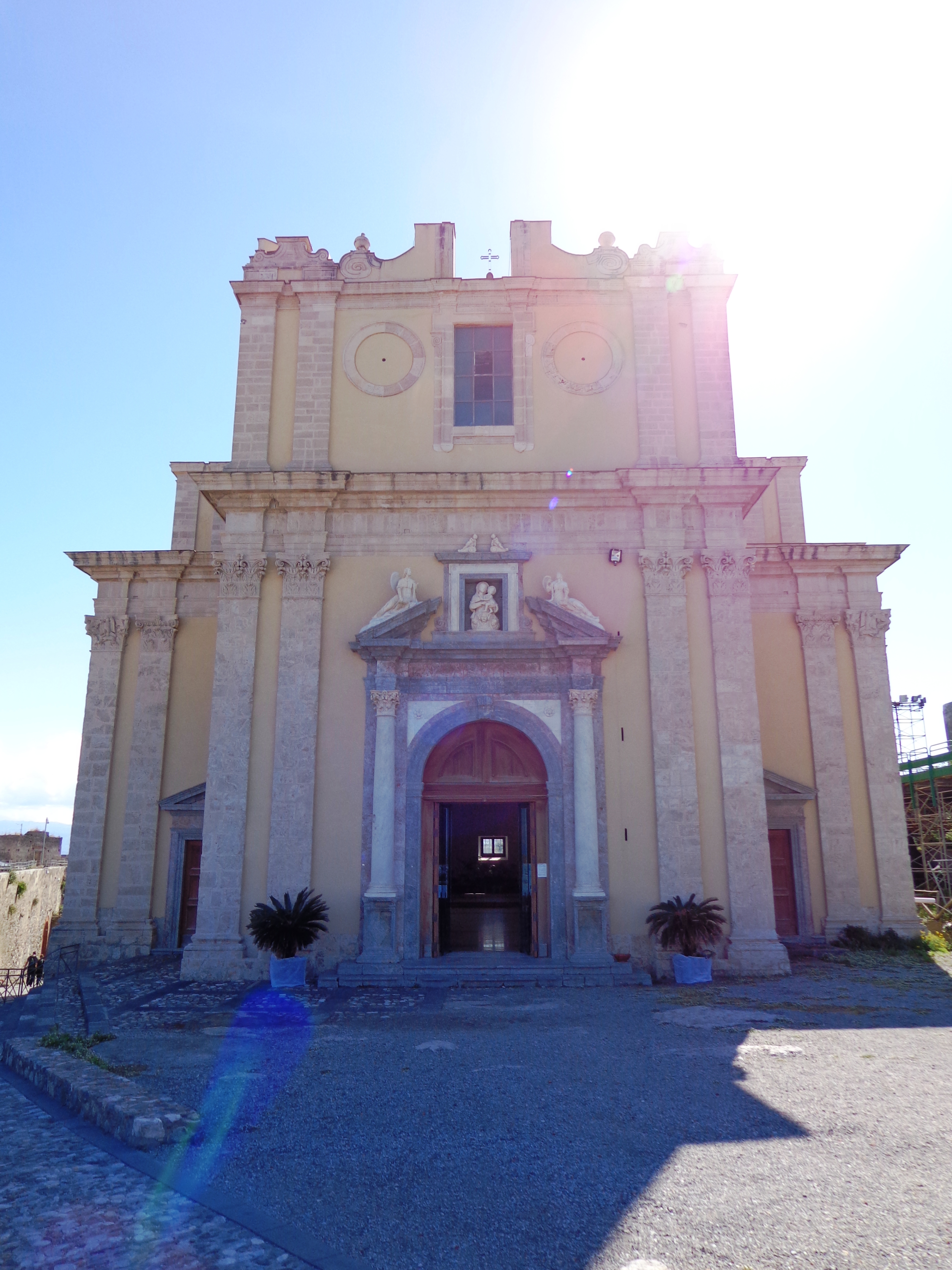
Ancienne cathédrale
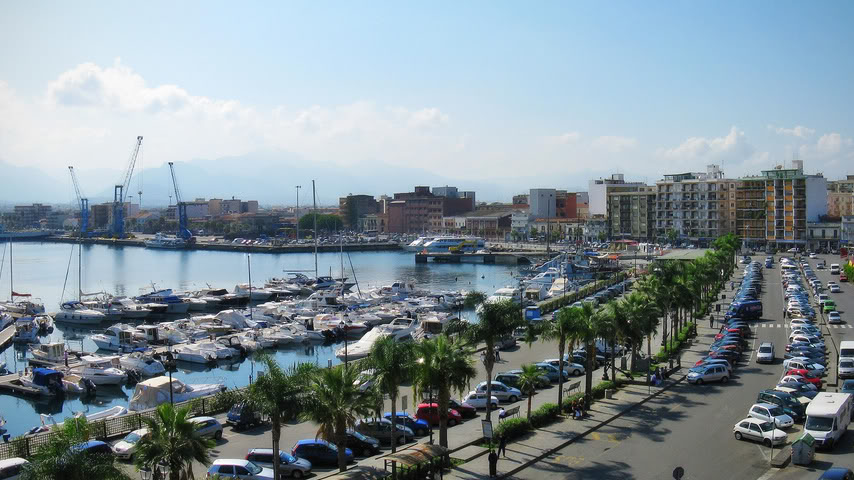
Port moderne